# .zw
.zw – domena internetowa przypisana od roku 1991 do Zimbabwe i administrowana przez Zimbabwe Internet Service Providers’ Association. Inne podmioty do rejestracji to University of Zimbabwe, TelOne i Computer Centre.

## Domeny drugiego poziomu
- gov.zw: strony rządu
- org.zw: organizacje
- ac.zw: uczelnie
- ngo.zw: organizacje
- mango.zw: osoby